# She Came In Through the Bathroom Window
Pistes de Abbey Road
Polythene Pam Golden Slumbers
She Came In Through the Bathroom Window est une chanson du groupe britannique The Beatles. Elle a été écrite par Paul McCartney, mais créditée Lennon/McCartney. Publiée sur l’album Abbey Road sorti en 1969, elle constitue le cinquième titre du fameux medley apparaissant sur la face B du 33 tours original.

## Genèse de la chanson
She Came In Through the Bathroom Window fut inspirée par les actes d’une Apple Scruff. Les Apple Scruff étaient, à la fin des années 1960, les fans « extrêmes » des Beatles qui campaient jour et nuit devant les studios EMI, le siège d'Apple ou leurs maisons respectives. 
Ce groupe de fans pénétra dans la maison de Paul à St. John's Wood alors qu’il n’était pas chez lui. « Nous nous ennuyions, il n’était pas là, et nous avons décidé d’entrer », se souvient Diane Ashley, une Apple Scruff. « Nous avons trouvé une échelle dans son jardin et l’avons appuyée à la fenêtre de la salle de bains qui était restée entrouverte. C’est moi qui suis montée et qui suis entrée ».
Lorsqu’elle s’est trouvée à l’intérieur, elle a ouvert la porte d’entrée et a laissé entrer les autres filles. Margo Bird, une autre Apple Scruff, se souvient : « Elles ont tout fouillé et ont emporté quelques vêtements. Les gens ne prenaient en général pas d’objets de valeur, mais je crois que cette fois-ci, beaucoup de photos et de négatifs furent emportés. Il y avait vraiment deux types d’Apple Scruff : les fans qui entraient par tous les moyens, et ceux qui attendaient dehors avec des appareils photo et des livres d’autographes. J’allais souvent promener la chienne de Paul, et j’ai fini par bien le connaître. On m’a finalement offert un travail chez Apple. J’ai commencé par servir le thé, et j’ai fini au département promotion, où je travaillais avec Tony King ». 
Paul demanda à Bird si elle pouvait retrouver certains des objets qui avaient été pris. « Je savais qui avait fait ça, mais je me suis aperçue que presque tout était déjà parti en Amérique », raconte-t-elle. « Mais je savais qu’il y avait une photo à laquelle il tenait tout particulièrement : un portrait de lui en couleurs dans un cadre années trente. Je savais qui l’avait pris, et ça, je l’ai récupéré ».
Paul composa She Came in Through the Bathroom Window en juin 1968 alors qu’il se trouvait aux États-Unis pour des affaires concernant Capitol Records. Il y avait retrouvé Linda Eastman qu’il avait rencontrée l’été précédent à Londres puis plus tard à New York.
Le vers And so I quit the police department (« Alors j'ai quitté la police ») lui fut inspiré par le nom d’un chauffeur de taxi : Paul put voir sur sa licence qu’il s'appelait Eugene Quits et intégra le mot dans sa chanson.
D’après Carol Bedford, une Apple Scruff qui écrivit le livre Waiting for the Beatles, Paul lui dit plus tard : « J’ai composé une chanson sur les filles qui sont entrées chez moi. Elle s’appelle She Came in Through the Bathroom Window ».
Diane Ashley fut surprise par le fait qu’elle soit devenue le sujet d’une chanson des Beatles : « Au départ, je n’y croyais pas, parce qu’il avait vraiment été fâché par ce que nous avions fait. Mais je suppose que n’importe quoi peut inspirer une chanson, n’est-ce pas ? Je sais que tous ses voisins l’ont appelé lorsqu’ils nous ont vu entrer, et je suis convaincue que cela explique l’histoire du téléphone de Sunday’s on the phone to Monday, Tuesday’s on the phone to me ».

## Enregistrement de la chanson
Une première version de la chanson fut répétée et enregistrée le 22 janvier 1969 au siège d’Apple à Savile Row, lors des sessions du projet Get Back, avec Billy Preston aux claviers. C’est une ébauche, une version lente de la chanson déjà pratiquement complète, que l’on peut entendre aujourd’hui sur la compilation Anthology 3.
Elle fut ensuite intégrée au medley durant l’enregistrement de l’album Abbey Road. Les premières prises eurent lieu le 25 juillet 1969 dans une situation pour la moins exceptionnelle : jamais, si ce n’est pour A Day in the Life sur l’album Sgt. Pepper's Lonely Hearts Club Band, deux morceaux, l’un intégralement composé par John Lennon et l’autre à 100 % de Paul McCartney n’avaient été joués et enregistrés en une seule pièce. Ce sera ici le cas pour Polythene Pam et She Came in Through the Bathroom Window. La transition entre les deux titres étant assurée par une descente harmonique allant de mi à la, ponctuée par un ooohh look out lancé par John Lennon.
39 prises de l’ensemble furent effectuées aux studios Abbey Road le 25 juillet. Des overdubs furent ajoutés à la prise 39 le 28 juillet pour créer la prise 40. D’autres overdubs furent ajoutées à cette prise deux jours plus tard pour en faire la prise finale.

## Reprises par d’autres artistes
Cette chanson a été reprise notamment par Joe Cocker, version qui s’est classée à la 30e place des charts américains en 1970, par Ike & Tina Turner sur un 45 tours européen en 1972 et par les Bee Gees sur la bande son du film All This and World War II en 1976. Jose Feliciano l’a reprise sur son album Tribute to the Beatles. Elle a été adaptée en français par le chanteur canadien Bobby Leclerc sous le titre Elle est entrée dans notre maison.
Paul McCartney l’a pour sa part interprétée lors de sa tournée américaine en 2005, enchaînée à un des titres du début de sa carrière solo, Too Many People de l’album Ram.

## Personnel
- John Lennon – guitare acoustique, chœurs
- Paul McCartney – chant, basse
- George Harrison – guitare solo, tambourin, chœurs
- Ringo Starr – batterie, maracas